# Roman Schild
Roman Schild (7 aprile 1986) è un ex hockeista su ghiaccio svizzero.

## Carriera

### Club
Ha giocato nei maggiori campionati svizzeri, raccogliendo 262 presenze in Lega Nazionale B (con le maglie di Schlittschuh Club Langenthal, Hockey Club Ajoie, Hockey Club La Chaux-de-Fonds ed Eis-Hockey-Club Olten) ed 88 in Lega Nazionale A (tutte con la maglia dei Langnau Tigers).

### Nazionale
Con la Svizzera under 18 ha disputato e vinto il campionato del mondo di categoria di Prima Divisione del 2004.

### Il ritiro
Schild perse l'intera stagione 2014-2015 a causa di disturbi traumatici alle vertebre cervicali in seguito a commozioni cerebrali subite. Ad aprile del 2015 fu reso noto che non sarebbe rimasto tra le file dell'EHC Olten, e nel successivo mese di giugno si ritirò definitivamente.